# Zeměměřický úřad
Zeměměřický úřad je správní úřad zeměměřictví s celostátní působností. Byl zřízen zákonem č. 359/1992 Sb., o zeměměřických a katastrálních orgánech. Tento zákon rovněž upravuje jeho působnost, řízen je Českým úřadem zeměměřickým a katastrálním. Zeměměřický úřad sídlí v Praze. 

## Působnost Zeměměřického úřadu
- správa geodetických základů České republiky
- rozhodnutí o umístění, přemístění či odstranění měřických značek základního bodového pole, včetně signalizačního a ochranného zařízení bodu bodového pole
- správa základních státních mapových děl a tematických státních mapových děl stanovených Českým úřadem zeměměřickým a katastrálním
- vedení databázových souborů bodů bodového pole evidovaných v technických jednotkách
- správa základní báze geografických dat České republiky
- vedení Ústředního archivu zeměměřictví a katastru, který je specializovaným archivem
- provádění zeměměřických činností na státních hranicích v dohodě se správcem dokumentárního díla státních hranic
- projednávání porušení pořádku na úseku zeměměřictví podle zvláštního zákona
- plní další úkoly na úseku zeměměřictví, kterými ho pověří Český úřad zeměměřický a katastrální

## Vedení Zeměměřického úřadu

### Ředitelé
- 1993 – 2013 Ing. Jiří Černohorský
- 2014 – dosud Ing. Karel Brázdil, CSc.